# Laagblokland
Laagblokland was een gemeente en voormalige buurtschap in de provincie Zuid-Holland. Laagblokland is op 1 april 1817 ontstaan als een afsplitsing van de gemeente Molenaarsgraaf. De gemeente heeft zo'n 50 jaar bestaan en is daarna op 19 augustus 1857 bij Ottoland gevoegd.

## Naam
Blokland betekent: land dat aan alle kanten door water is omsloten. Ter onderscheid van Hoogblokland is de naam Laagblokland gecreëerd.

## Wapen

Het wapen dat de gemeente gebruikte.

De gemeente Laagblokland heeft geen officieel, bij de Hoge Raad van Adel geregistreerd wapen gehad, maar gebruikte wel het wapen van de heerlijkheid Blokland.